# NGC 4319
NGC 4319 és una galàxia espiral barrada de la constel·lació del Dragó. De magnitud aparent 12,8, va ser descoberta per William Herschel en 1797.
Observacions amb el telescopi espacial Hubble mostren els braços interiors de NGC 4319; per a veure els braços exteriors és necessària una exposició més llarga. Així mateix, s'observen franges de pols en la regió interior.
En la imatge, s'observa un objecte a dalt a la dreta de NGC 4319. Es tracta de Markarian 205 (Mrk 205), una galàxia amb una forta emissió ultraviolada, classificada com una galàxia activa amb un nucli brillant o un quàsar de baixa lluminositat. Un tènue filament que sembla unir a NGC 4319 i Markarian 205, suggereix que pot existir relació entre tots dos. Durant molt temps hi ha hagut dubtes sobre si realment tots dos objectes estaven físicament relacionats o si simplement estaven en la mateixa línia de visió. Les dades de corriment roent de tots dos objectes, significativament major en el cas de Markarian 205, semblen indicar que la distància d'aquest últim és unes 15 vegades major que la distància de NGC 4319.